# Kristine Dahl
Kristine Dahl, född 1867, död 1922, var en norsk designer och kvinnorättsaktivist. Hon var känd för sitt deltagande i dräktreformrörelsen i Skandinavien, för vilken hon både agiterade och designade reformdräkter som fick viss framgång.  

## Biografi
Kristine Dahl var en av fem barn till en snickare i Oslo. Fadern var död före 1875, då hennes mor uppges vara änka och hade övertagit sin avlidna makes snickeriverkstad. Familjen tillhörde dissentere (adventisterna), och hon utbildade sig 1884 vid adventistenes klosterskole i Schweiz. Hon uppgav senare att hon i Schweiz inspirerades av sina amerikanska skolkamraters mer praktiska underkläder, och där slutade bära korsett.
Efter avslutad skolgång arbetade hon en tid som gymnastiklärare vid adventisternas flickskola i Battle Creek i USA, där det också låg ett sanatorium associerat med den amerikanska gymnastikrörelsen, som var associerat med den amerikanska dräktreformrörelsen. Hon återvände till Norge och var en tid anställd som lärare vid Frk. Lindstrøms pigeskole i Bergen, innan hon 1895 bosatte sig i Oslo, där hon öppnade syateljé vid Munchs gate 6.
Hon engagerade sig tidigt i dräktreformrörelsen, som vid denna tid pågick i Norge. Hon både designade kläder åt rörelsen och höll tal om ämnet. Hon var främst inspirerad av den amerikanska reformrörelsen, från sin tid i USA. I Norge hade reformdräktrörelsen fått stöd av Lorentz Dietrichson och Norsk kvinnesaksforening i slutet av 1880-talet med inspiration från Sverige, och 1886 hade Johanne Bjørn i samarbete med Norsk kvinnesaksforening utnyttjat den entusiasm kring friluftsliv (skidor och cykling) som vid samma tid hade blivit populär även bland kvinnor i Oslos överklass, och som gjorde en bekvämare klädsel nödvändig, och designat en så kallad "reformturistdrakt". Denna dräkt ansågs dock ful och användes enbart i idrottssammanhang. Kristine Dahls design inriktade sig därför på att skapa kläder som både var vackra och bekväma, vilket blev känt som Kristine Dahls system. 
Hennes dräkt ansågs vacker, men kritiker påpekade att detta var enbart för att Dahl själv var vacker. Hon svarade då att den naturliga kroppen var vacker och att skönhetsidealet, som krävde att den naturliga kroppen deformerades i en timglasfigur, ansågs vacker bara för att människor hade indoktrinerats i den tron, och att man måste förändra skönhetsidealet och börja se den naturliga kroppen som vacker. 
Kristine Dahl hade framgång i både Norge, Sverige och Danmark med sina modeller av reformdräkten. Kristine Dahl beskrivs som både vacker och karismatisk och fick framgång genom att visa att en hälsosam dräkt inte behövde innebära att den var ful, något som annars var ett stort hinder för framgång. Dahl hade inte bara framgång i Norge, utan ska under sitt besök i Sverige ha gett nytt liv även till den svenska dräktreformrörelsen.